# Eurhadina kirschbaumi
Eurhadina kirschbaumi är en insektsart som beskrevs av Wagner 1937. Eurhadina kirschbaumi ingår i släktet Eurhadina och familjen dvärgstritar. Enligt den finländska rödlistan är arten sårbar i Finland. Arten är reproducerande i Sverige. Artens livsmiljö är lundskogar. Inga underarter finns listade i Catalogue of Life.